# Kohlberg (Waldviertel)
Der Kohlberg ist ein 490 m ü. A. hoher Berg südöstlich von Weitersfeld in Niederösterreich.
Der Kohlberg befindet sich zwischen Untermixnitz und Waitzendorf am Abfall des Waldviertels ins Weinviertel, wo er die höchste Erhebung darstellt. Der bewaldete Kogel ist touristisch nicht erschlossen, jedoch über Waldwege leicht erreichbar und kann von der Europawarte - St. Benedikt betrachtet werden.